# Liste des commentateurs du Tour de France cycliste en France
Cet article dresse la liste des commentateurs du Tour de France en France, sur France Télévisions depuis 1959 et sur Eurosport depuis 1993.

## Les dates clés de la télévision sur le Tour

### 1952: première dans le journal télévisé
C’est sous la houlette de Pierre Sabbagh, l’inventeur du journal télévisé, qu’une première équipe de la télévision fait ses premiers pas sur le Tour de France à l’occasion de sa trente-neuvième édition. Juché sur une moto, le cinéaste de la presse filmée Henri Persin, tourne des images sur la course. Les films sont ensuite récupérés à l’arrivée, puis envoyés à Paris le plus rapidement possible. Une fois le développement des films terminé, les monteurs s’affairent à la construction d’un résumé diffusé à l’occasion du journal de la mi-journée le lendemain de l’étape, commenté par Georges de Caunes.

### 1958: l’Aubisque en direct
Premier direct en montagne au col de l'Aubisque. Un autocar de retransmission dirigeant quatre caméras est installé au col pyrénéen, permettant aux quelques possesseurs de postes de télévision, de découvrir les passages au sommet.

### 1959: le Puy-de-Dôme à l’honneur
Lors du Tour de France 1959, c'est le contre-la-montre Clermont-Ferrand - Puy de Dôme qui est proposé en direct. L’émetteur de télévision placé au sommet du géant des Dômes permettant la transmission des images des caméras fixes et ainsi voir Bahamontes triompher dans cet exercice devant Charly Gaul.

### 1960: premiers directs mobiles
C’est à l’occasion de l’ascension du Col de Peyresourde que la R.T.F (Radiodiffusion-télévision française) utilise ses premiers moyens mobiles de direct. Une Citroën ID 19 Break, une moto et un hélicoptère sont mobilisés pour assurer la retransmission du col, ainsi que la descente vers Bagnères-de-Luchon. Une totale réussite qui permet de voir l’opération renouvelée lors de la montée du col de l'Izoard.

### 1961: quatre directs sur le Tour
La R.T.F propose aux téléspectateurs de suivre quatre étapes en direct tout au long du Tour de France ultra-dominé par Jacques Anquetil. Grenoble-Turin le 4 juillet, Luchon-Pau le 11, Bergerac-Périgueux le 14 et l’arrivée finale au Parc des Princes le 16 juillet.

### 1962: la révolution haute fréquence
Grâce à la HF (la transmission des images via la haute fréquence), les dix derniers kilomètres de chaque étape sont proposés en direct. Avec une qualité parfois aléatoire, obligeant souvent Robert Chapatte à faire de la radio pour commenter la course.

### 1968: le Tour en Eurovision
Les reportages quotidiens de soixante minutes sont désormais retransmis dans les pays adhérents à l’Union européenne de radio-télévision. Chaque retransmission est ouverte par le célèbre Te Deum, générique emblématique du diffuseur européen.

### 1975: TF1 et Antenne 2 en alternance
À la suite de l’éclatement de l’ORTF, on voit en 1975 la naissance de TF1, d’Antenne 2, puis de FR3. Concernant la couverture du Tour de France, TF1 et Antenne 2 se partagent les retransmissions en diffusant à tour de rôle les étapes en direct. FR3, première chaîne à émettre en couleur, profite de cette technologie pour proposer les étapes diffusées par TF1.

### 1985: Antenne 2 en exclusivité
Partageant jusque-là la diffusion du Tour en alternance avec TF1, Antenne 2 obtient en 1985 les droits exclusifs de diffusion du Tour de France dans l’hexagone. Cette exclusivité marque un tournant dans la couverture de la course, avec une augmentation des moyens de productions mis à disposition par la SFP. Outre le final des étapes, on retrouve en direct l’ascension des principaux cols de la course en direct. Au micro, l’inamovible Robert Chapatte assure les commentaires de la course s’attachant les services d’un consultant de luxe, le quintuple vainqueur du Tour de France, Jacques Anquetil. Un tandem assisté de Jean-Paul Ollivier sur une moto. Autre nouveauté, la traditionnelle émission d’après-course, Face au Tour, disparaît au profit d’une émission menée par le journaliste Jacques Chancel, « À chacun son tour ». Enfin ultime révolution, le traditionnel résumé de l’Eurovision de 19h30 laisse place à un innovant journal du Tour, mis sur pied par Gérard Holtz, mêlant résumé de l’étape du jour par Patrick Chêne ou des rétros de Jean-Paul Ollivier, surnommé Paulo la Science. Une couverture complète qui ne connait qu’un seul couac, la retransmission tronquée de l’étape de Luz-Ardiden, un épais brouillard clouant au sol l’hélicoptère relais.

### 1990: premier direct intégral
À l’occasion de l’étape Saint-Gervais-Mont-Blanc – L'Alpe d'Huez, Antenne 2 et FR3 se relaient tout au long de la journée, pour proposer un suivi continu de la grande étape des Alpes. Fort du succès rencontré après une telle initiative, l’année suivante trois étapes sont proposées en intégralité. Dans les années 1990, chaque massif montagneux a droit à une étape en couverture intégrale, avant que se généralise, dans les années 2000, ce dispositif à toutes les étapes de montagnes et à celle des Champs-Elysées, auxquelles sont ajoutées les deux ou trois premières étapes depuis 2007.

### 1992: l’avion relais ignore les nuages
Jusqu’au début des années 1990, c'est aux hélicoptères que revient la tâche de transmettre le signal de la course. Lorsque la pluie et les orages s’en mêlent, les hélicoptères devant rester cloués au sol, il devient impossible de retransmettre une étape. À ce titre, l’arrivée à Morzine en 1991 restera dans l’histoire comme la dernière étape du Tour de France non retransmise en direct. Dès 1992, la SFP expérimente sur la Classique des Alpes un avion relais, situé au-dessus des nuages, permettant ainsi la transmission des images des motos par tous les temps. Une nouveauté mise à l’épreuve dès 1992 en Auvergne, avec l’arrivée dans le brouillard à la Bourboule. Malgré la purée de pois dans le final, les téléspectateurs d’Antenne 2 peuvent vivre le magnifique succès de Stephen Roche, dans la station auvergnate.

### 2007: le Tour passe à la Haute-Définition
Révolution dans les foyers, les téléviseurs à tube cathodique commencent à faire place aux écrans plats et leurs technologies Full HD. France Télévisions expérimente ce procédé, en proposant aux abonnés ADSL d'Orange, une retransmission sur un canal spécifique en HD, commentée par André Garcia et Carlos Da Cruz. L’année suivante, cette nouveauté est proposée sur le signal international, en parallèle du signal classique. En 2009, avec l’apparition de la HD sur la TNT, tous les foyers équipés ont accès à une qualité d’image quasi parfaite.

### 2017: toutes les étapes diffusées en intégralité

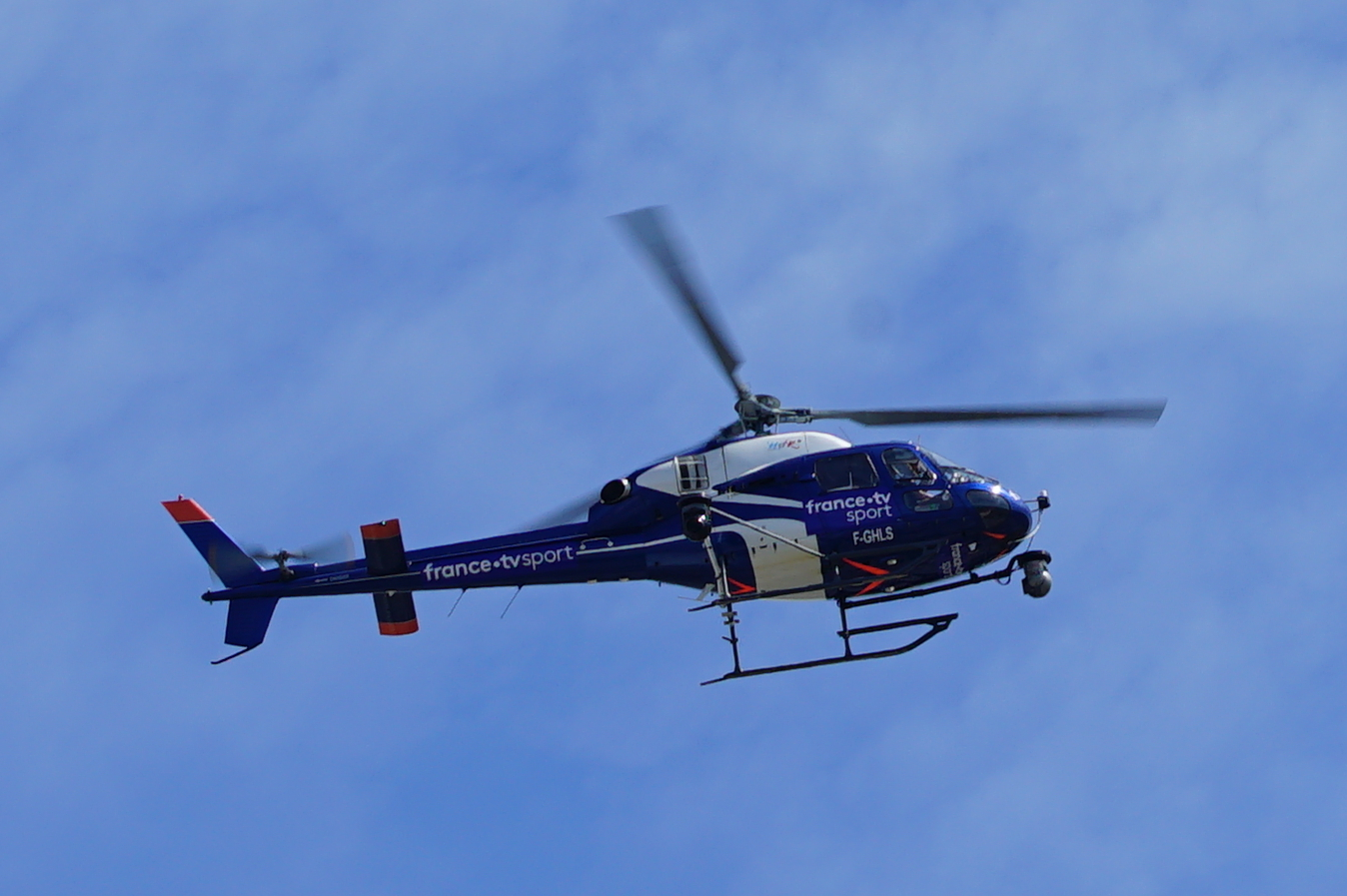
Hélicoptère au-dessus du Tour de France 2019.

En 2017, les dirigeants de France Télévisions décident de diffuser l'intégralité des étapes du Tour de France. Les chaînes France 2 et France 3 se relaient pour diffuser la course du départ jusqu'au passage sur la ligne d'arrivée.
En 2020, en raison de la pandémie de Covid-19, les commentateurs de France Télévisions et Eurosport ne suivent pas physiquement le parcours du Tour (reporté en septembre) mais commentent les étapes en cabine depuis Paris. Seuls les commentateurs sur les motos et les journalistes pour les interviews de départ et d'arrivée suivent le peloton. Ce dispositif est renouvelé en 2021.
En 2022, les équipes de commentateurs sont de retour sur les routes du Tour.

### 2022: premier Tour de France Femmes
À partir de 2022, une partie des suiveurs prend la route du Tour de France Femmes à l'issue de celui des hommes.

## Tableau des commentateurs successifs

### Sur la RTF puis l'ORTF (sur la Première Chaîne) (1959-1974)

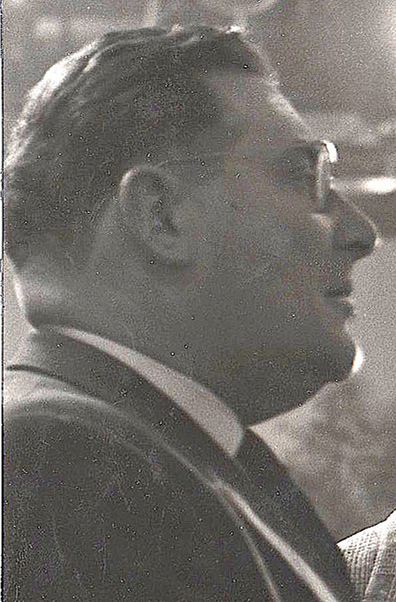
Léon Zitrone, commentateur du Tour sur l'ORTF puis sur TF1 de 1967 à 1978.

| Année | Journalistes      | Journalistes         | Moto son       | Moto son |
| ----- | ----------------- | -------------------- | -------------- | -------- |
| 1959  | Georges de Caunes | Jean Quittard        |                |          |
| 1960  | Robert Chapatte   | Robert Chapatte      |                |          |
| 1961  | Robert Chapatte   | Robert Chapatte      |                |          |
| 1962  | Robert Chapatte   | Robert Chapatte      |                |          |
| 1963  | Robert Chapatte   | Robert Chapatte      |                |          |
| 1964  | Robert Chapatte   | Robert Chapatte      |                |          |
| 1965  | Robert Chapatte   | Robert Chapatte      |                |          |
| 1966  | Robert Chapatte   | Robert Chapatte      |                |          |
| 1967  | Léon Zitrone      | Richard Diot         |                |          |
| 1968  | Léon Zitrone      | Richard Diot         |                |          |
| 1969  | Léon Zitrone      | Jean-Michel Leulliot |                |          |
| 1970  | Léon Zitrone      | Jean-Michel Leulliot | Bernard Giroux |          |
| 1971  | Léon Zitrone      | Jean-Michel Leulliot | Bernard Giroux |          |
| 1972  | Léon Zitrone      | Jean-Michel Leulliot | Bernard Giroux |          |
| 1973  | Léon Zitrone      | Jean-Michel Leulliot | Bernard Giroux |          |
| 1974  | Léon Zitrone      | Jean-Michel Leulliot | Bernard Giroux |          |

### Sur TF1 et Antenne 2 (1975-1984)

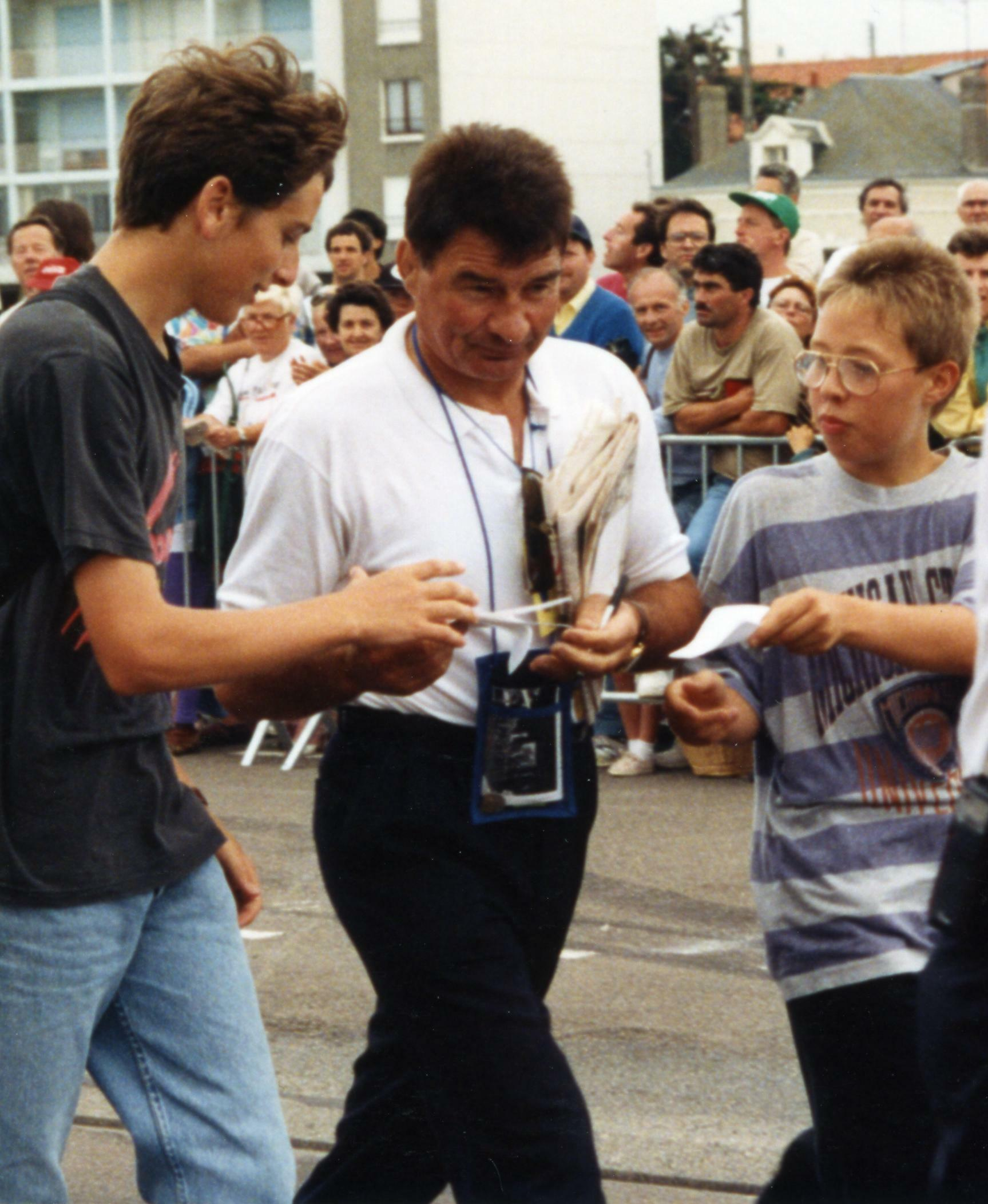
Raymond Poulidor, consultant sur TF1 de 1978 à 1984.

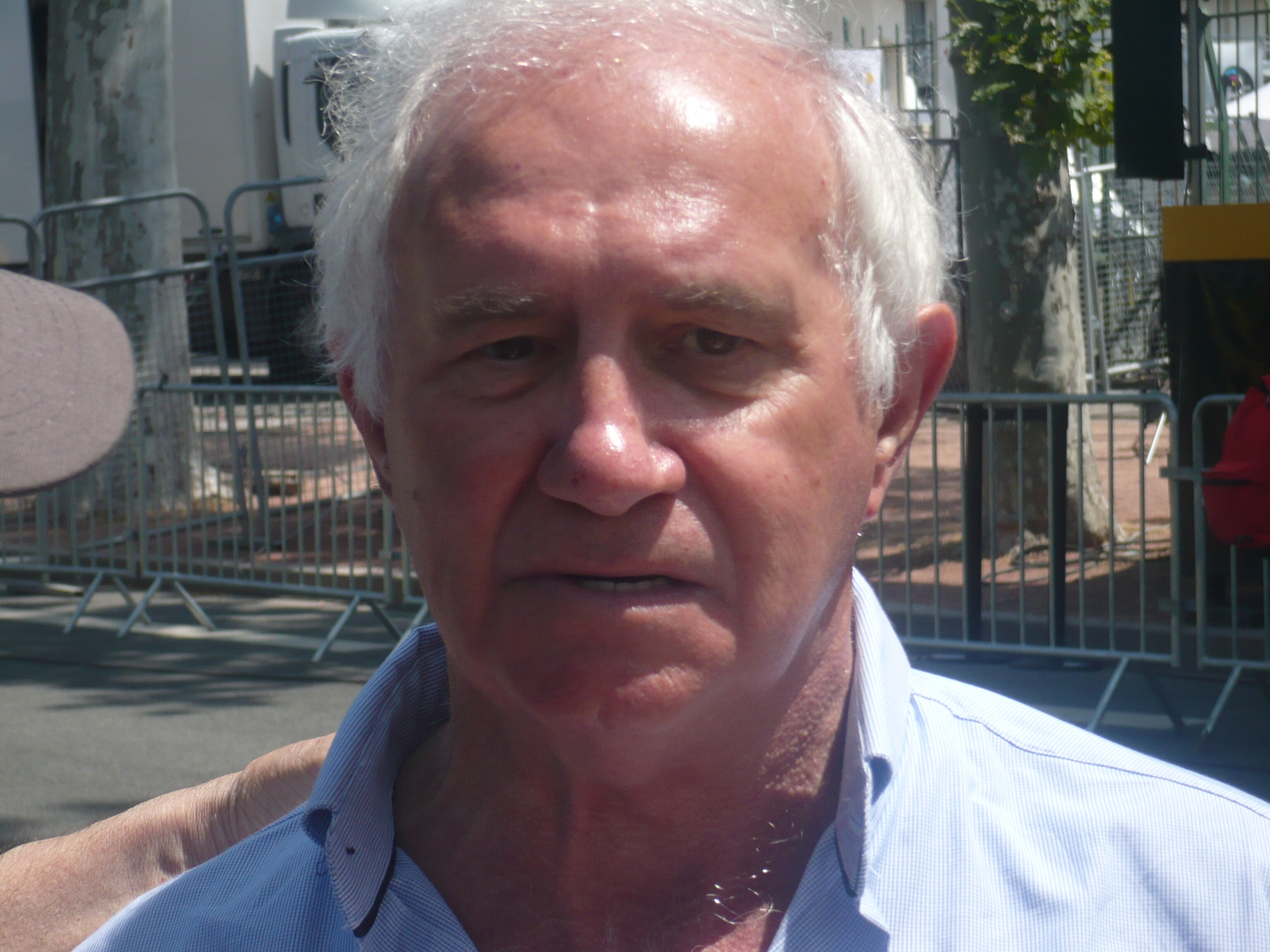
Jean-Paul Ollivier, commentateur du Tour de 1983 à 2014.

| Année | Journalistes TF1     | Journalistes TF1     | Consultant TF1   | Journalistes Antenne 2 | Journalistes Antenne 2 | Consultant Antenne 2 | Moto son | Moto son |
| ----- | -------------------- | -------------------- | ---------------- | ---------------------- | ---------------------- | -------------------- | -------- | -------- |
| 1975  | Daniel Pautrat       | Jean-Michel Leulliot | Roger Pingeon    |                        |                        |                      |          |          |
| 1976  | Léon Zitrone         | Daniel Pautrat       |                  | Robert Chapatte        | Pierre Salviac         | Bernard Giroux       |          |          |
| 1977  | Léon Zitrone         | Daniel Pautrat       |                  | Robert Chapatte        | Pierre Salviac         | Bernard Giroux       |          |          |
| 1978  | Léon Zitrone         | Daniel Pautrat       | Raymond Poulidor | Robert Chapatte        | Pierre Salviac         | Bernard Giroux       |          |          |
| 1979  | Jean-Michel Leulliot | Jean-Michel Leulliot | Raymond Poulidor | Robert Chapatte        |                        | Bernard Giroux       |          |          |
| 1980  | Jean-Michel Leulliot | Jean-Michel Leulliot | Raymond Poulidor | Robert Chapatte        |                        | Bernard Giroux       |          |          |
| 1981  | Jean-Michel Leulliot | Jean-Michel Leulliot | Raymond Poulidor | Robert Chapatte        | Raphaël Géminiani      | Bernard Giroux       |          |          |
| 1982  | Jean-Michel Leulliot | Jean-Michel Leulliot | Raymond Poulidor | Robert Chapatte        | Raphaël Géminiani      | Daniel Pautrat       |          |          |
| 1983  | Jean-Michel Leulliot | Jean-Michel Leulliot | Raymond Poulidor | Robert Chapatte        | Raphaël Géminiani      | Jean-Paul Ollivier   |          |          |
| 1984  | Jean-Michel Leulliot | Jean-Michel Leulliot | Raymond Poulidor | Robert Chapatte        | Raphaël Géminiani      | Jean-Paul Ollivier   |          |          |

### Sur France Télévisions (Antenne 2 et FR3, puis France 2 et France 3) (depuis 1985)
| Année | Journalistes                    | Consultants       | Consultants       | Journaliste patrimoine | Motos son                                      | Motos son               |
| ----- | ------------------------------- | ----------------- | ----------------- | ---------------------- | ---------------------------------------------- | ----------------------- |
| 1985  | Robert Chapatte                 | Jacques Anquetil  | Jacques Anquetil  |                        | Jean-Paul Ollivier                             |                         |
| 1986  | Robert Chapatte                 | Jacques Anquetil  | Jacques Anquetil  |                        | Jean-Paul Ollivier                             |                         |
| 1987  | Robert Chapatte                 | Jacques Anquetil  | Jacques Anquetil  |                        | Jean-Paul Ollivier                             |                         |
| 1988  | Robert Chapatte                 | Raymond Poulidor  | Raymond Poulidor  |                        | Jean-Paul Ollivier                             |                         |
| 1989  | Robert Chapatte - Patrick Chêne |                   |                   |                        | Jean-Paul Ollivier                             |                         |
| 1990  | Robert Chapatte - Patrick Chêne |                   |                   |                        | Jean-Paul Ollivier                             |                         |
| 1991  | Robert Chapatte - Patrick Chêne |                   |                   |                        | Jean-Paul Ollivier                             |                         |
| 1992  | Robert Chapatte - Patrick Chêne |                   |                   |                        | Jean-Paul Ollivier                             |                         |
| 1993  | Robert Chapatte - Patrick Chêne |                   |                   |                        | Jean-Paul Ollivier                             |                         |
| 1994  | Robert Chapatte - Patrick Chêne | Bernard Thévenet  | Bernard Thévenet  |                        | Jean-Paul Ollivier                             |                         |
| 1995  | Patrick Chêne                   | Bernard Thévenet, | Bernard Thévenet, | Jean-René Godart       | Jean-Paul Ollivier                             |                         |
| 1996  | Patrick Chêne                   | Bernard Thévenet, | Bernard Thévenet, | Jean-René Godart       | Jean-Paul Ollivier                             |                         |
| 1997  | Patrick Chêne                   | Bernard Thévenet, | Bernard Thévenet, | Jean-René Godart       | Jean-Paul Ollivier                             |                         |
| 1998  | Patrick Chêne                   | Bernard Thévenet, | Bernard Thévenet, | Jean-René Godart       | Jean-Paul Ollivier                             |                         |
| 1999  | Patrick Chêne                   | Bernard Thévenet, | Bernard Thévenet, | Jean-René Godart       | Jean-Paul Ollivier                             |                         |
| 2000  | Patrick Chêne                   | Bernard Thévenet, | Bernard Thévenet, | Jean-René Godart       | Jean-Paul Ollivier                             |                         |
| 2001  | Christian Prudhomme             | Bernard Thévenet, | Bernard Thévenet, | Jean-René Godart       | Jean-Paul Ollivier,                            | Thierry Adam            |
| 2002  | Christian Prudhomme             | Bernard Thévenet, | Bernard Thévenet, | Jean-René Godart       | Jean-Paul Ollivier,                            | Thierry Adam            |
| 2003  | Christian Prudhomme             | Bernard Thévenet, | Bernard Thévenet, | Laurent Jalabert       | Jean-Paul Ollivier,                            | Thierry Adam            |
| 2004  | Christophe Josse,               | Bernard Thévenet, | Bernard Thévenet, | Laurent Jalabert       | Jean-Paul Ollivier,                            | Thierry Adam            |
| 2005  | Henri Sannier                   | Laurent Jalabert  | Laurent Jalabert  | Jean-René Godart       | Jean-Paul Ollivier,                            | Thierry Adam            |
| 2006  | Henri Sannier                   | Laurent Fignon    | Laurent Fignon    | Laurent Jalabert       | Jean-Paul Ollivier,                            | Thierry Adam            |
| 2007  | Thierry Adam                    | Laurent Fignon    | Laurent Fignon    | Laurent Jalabert       | Jean-Paul Ollivier,                            | Laurent Bellet          |
| 2008  | Thierry Adam                    | Laurent Fignon    | Laurent Fignon    | Laurent Jalabert       | Jean-Paul Ollivier,                            | Laurent Bellet          |
| 2009  | Thierry Adam                    | Laurent Fignon    | Laurent Fignon    | Laurent Jalabert       | Jean-Paul Ollivier,                            | Laurent Bellet          |
| 2010  | Thierry Adam                    | Laurent Fignon    | Laurent Fignon    | Laurent Jalabert       | Jean-Paul Ollivier,                            | Laurent Bellet          |
| 2011  | Thierry Adam                    | Laurent Jalabert  | Laurent Jalabert  | Nicolas Geay           | Jean-Paul Ollivier,                            | Laurent Bellet          |
| 2012  | Thierry Adam                    | Laurent Jalabert  | Laurent Jalabert  | Nicolas Geay           | Jean-Paul Ollivier,                            | Laurent Bellet          |
| 2013  | Thierry Adam                    | Cédric Vasseur    | Cédric Vasseur    | Nicolas Geay           | Jean-Paul Ollivier,                            | Jean-François Kerckaert |
| 2014  | Thierry Adam                    | Laurent Jalabert  | Laurent Jalabert  | Nicolas Geay           | Jean-Paul Ollivier,                            | Cédric Vasseur          |
| 2015  | Thierry Adam                    | Laurent Jalabert  | Laurent Jalabert  | Nicolas Geay           | Éric Fottorino                                 | Cédric Vasseur          |
| 2016  | Thierry Adam                    | Laurent Jalabert  | Laurent Jalabert  | Nicolas Geay           | Éric Fottorino                                 | Cédric Vasseur          |
| 2017  | Alexandre Pasteur,              | Laurent Jalabert, | Marion Rousse,    | Franck Ferrand,        | Thierry Adam,                                  | Cédric Vasseur          |
| 2018  | Alexandre Pasteur,              | Laurent Jalabert, | Marion Rousse,    | Franck Ferrand,        | Thierry Adam,                                  | Thomas Voeckler,        |
| 2019  | Alexandre Pasteur,              | Laurent Jalabert, | Marion Rousse,    | Franck Ferrand,        | Thierry Adam,                                  | Thomas Voeckler,        |
| 2020  | Alexandre Pasteur,              | Laurent Jalabert, | Marion Rousse,    | Franck Ferrand,        | Thierry Adam,                                  | Thomas Voeckler,        |
| 2021  | Alexandre Pasteur,              | Laurent Jalabert, | -                 | Franck Ferrand,        | Nicolas Geay                                   | Thomas Voeckler,        |
| 2022  | Alexandre Pasteur,              | Laurent Jalabert, | Marion Rousse,    | Franck Ferrand,        | Benoît Durand, Yoann Offredo puis Nicolas Geay | Thomas Voeckler,        |
| 2023  | Alexandre Pasteur,              | Laurent Jalabert, | Marion Rousse,    | Franck Ferrand,        | Nicolas Geay, Yoann Offredo puis Benoît Durand | Thomas Voeckler,        |
| 2024  | Alexandre Pasteur,              | Laurent Jalabert, | Marion Rousse,    | Franck Ferrand,        | Gaël Robic puis Benoît Durand,                 | Thomas Voeckler,        |
| 2025  | Alexandre Pasteur,              | Laurent Jalabert, | Marion Rousse,    | Franck Ferrand,        | Gaël Robic puis Benoît Durand,                 | Thomas Voeckler,        |

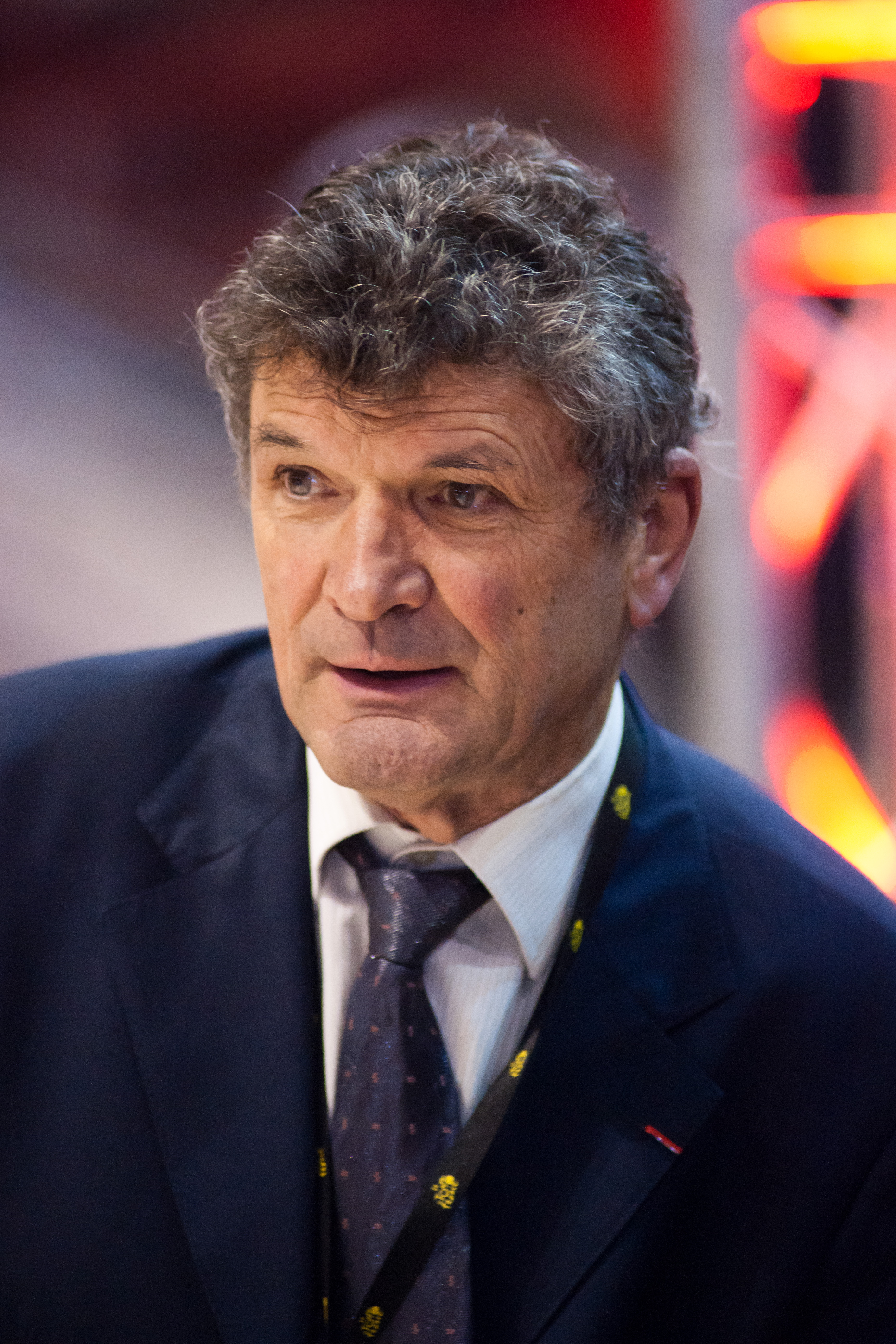
Bernard Thévenet, consultant sur France Télévisions de 1994 à 2004.

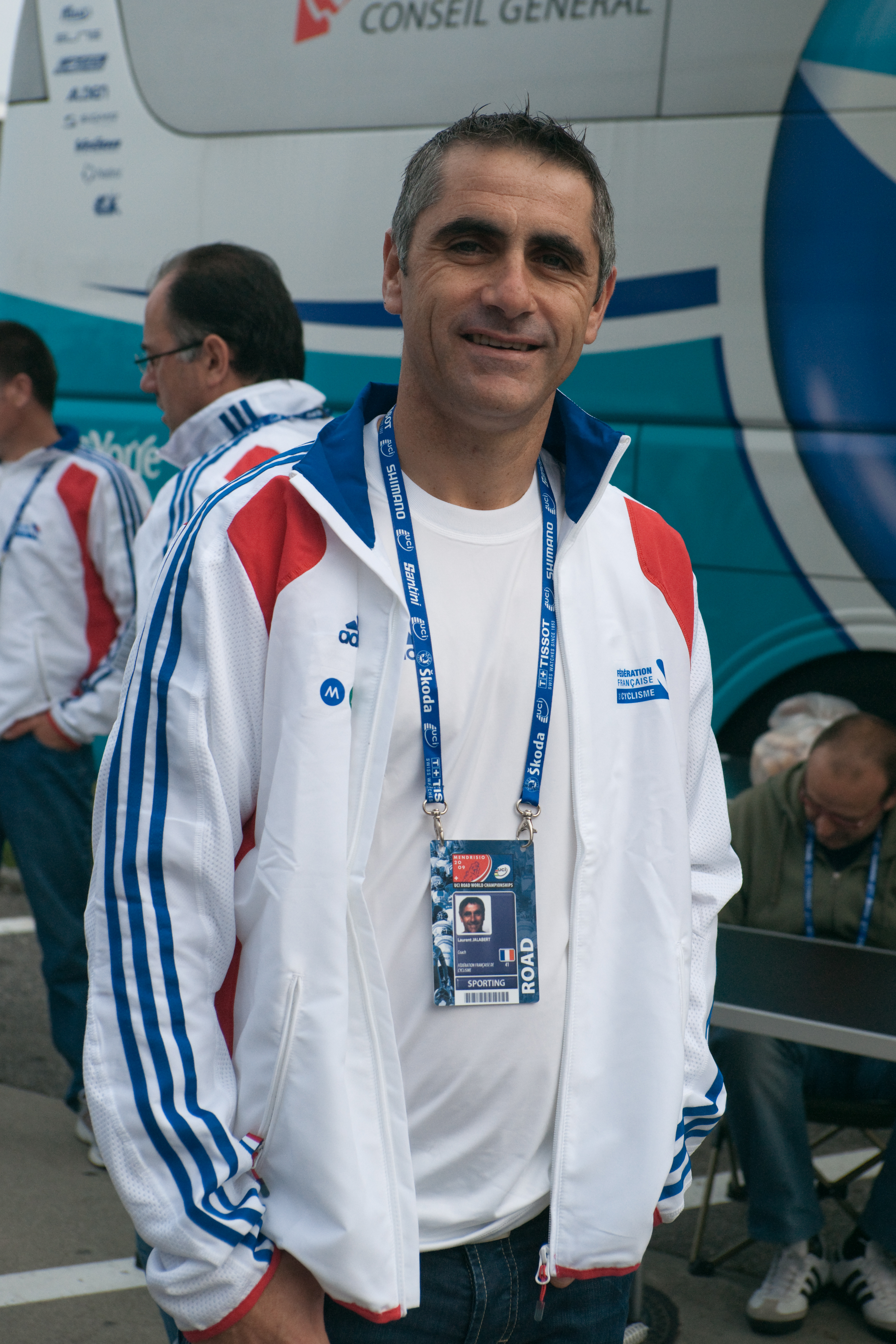
Laurent Jalabert, consultant depuis 2003.

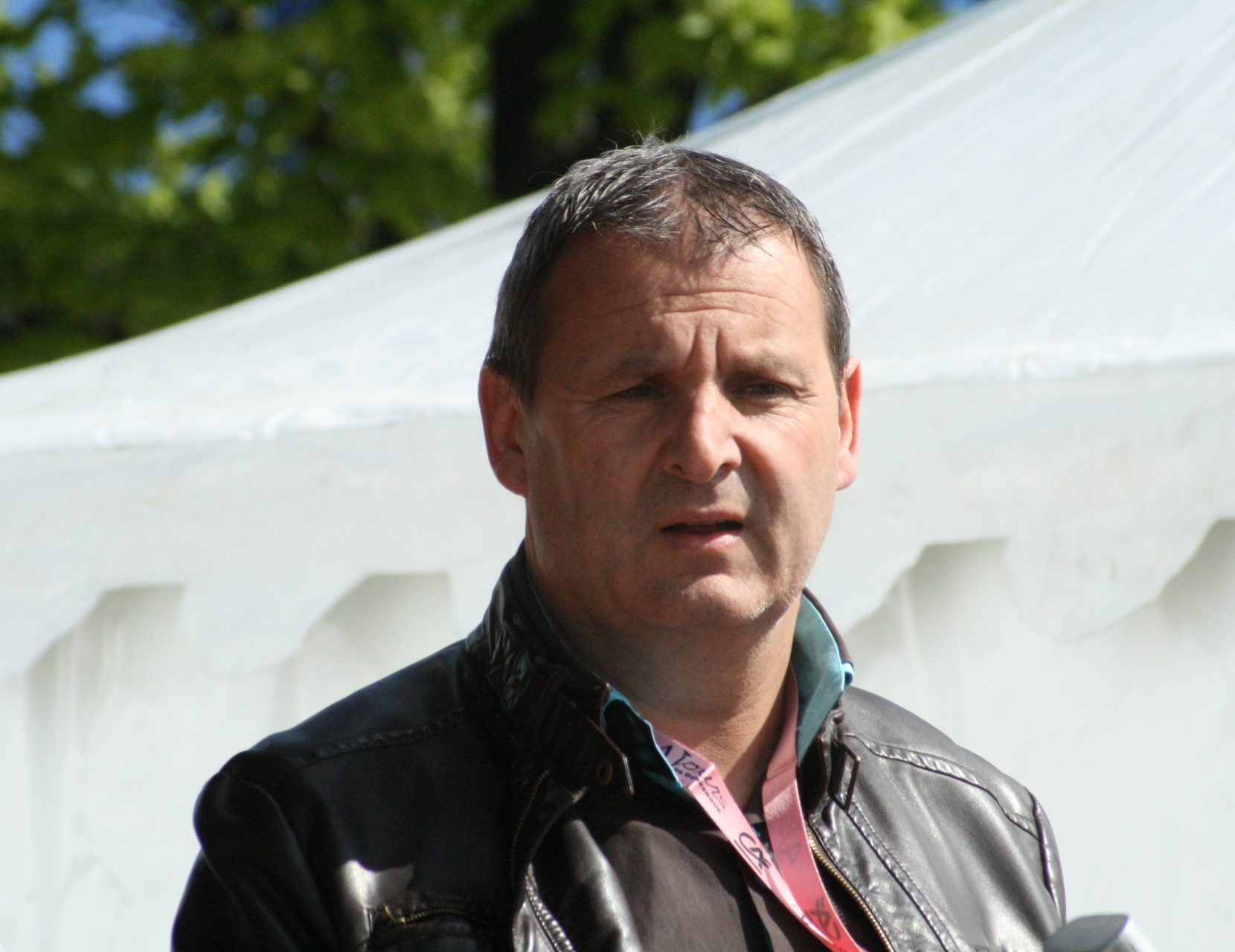
Thierry Adam, commentateur principal du Tour de 2007 à 2016.

À partir de 2014, France Télévisions doit donner un jour de repos par semaine à ses journalistes. Ces derniers sont donc absents de l'antenne un jour au cours de la première semaine (une journée de repos étant prévue dans le programme du Tour de France au cours de la deuxième et troisième semaine). Cette contrainte ne concerne pas les consultants. Nicolas Geay remplace ainsi Thierry Adam puis Alexandre Pasteur en tant que commentateur principal pour une étape. D'autres journalistes de francetv sport remplacent les commentateurs sur la moto : Gérard Holtz (2014), Jean-François Kerckaert (2015-2016), Nicolas Geay (2017-2020), Yoann Offredo (2022-2023) ou Benoît Durand (2024). En 2022, la journée de repos lors de la première semaine permet aux journalistes de suivre l'ensemble des étapes.

### Sur Eurosport

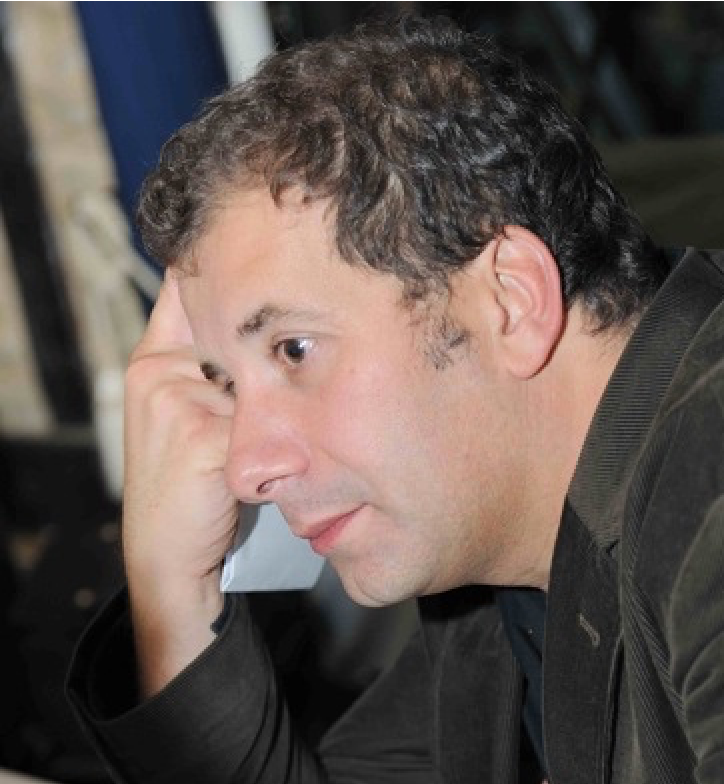
Patrick Chassé, commentateur sur Eurosport de 1992 à 2010.

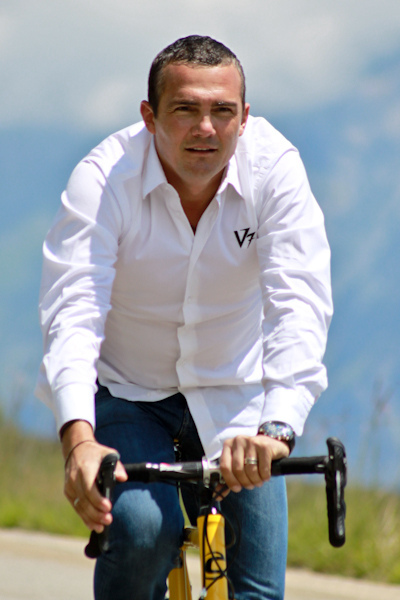
Richard Virenque, consultant sur Eurosport de 2005 à 2018.

Les deux premiers consultants commentent la course avec le journaliste tandis que les autres consultants analysent la course avant et/ou après la course. En 2025, Guillaume Di Grazia ne commente pas le Tour de France après une sanction interne suite à un geste déplacé envers une maquilleuse.
| Année | Journaliste                              | Journaliste                              | Consultant 1    | Consultant 2     | Consultant 3          | Consultant 4      |
| ----- | ---------------------------------------- | ---------------------------------------- | --------------- | ---------------- | --------------------- | ----------------- |
| 1992  | Patrick Chassé                           | Christophe Josse                         |                 |                  |                       |                   |
| 1993  | Patrick Chassé                           | Patrick Chassé                           | Vincent Barteau |                  |                       |                   |
| 1994  | Patrick Chassé                           | Patrick Chassé                           | Vincent Barteau | Laurent Fignon   |                       |                   |
| 1995  | Patrick Chassé                           | Patrick Chassé                           | Vincent Barteau | Laurent Fignon   |                       |                   |
| 1996  | Patrick Chassé                           | Patrick Chassé                           | Vincent Barteau | Laurent Fignon   | Marc Madiot           |                   |
| 1997  | Patrick Chassé                           | Patrick Chassé                           | Vincent Barteau | Laurent Fignon   | Jean-François Bernard |                   |
| 1998  | Patrick Chassé                           | Patrick Chassé                           | Vincent Barteau | Laurent Fignon   | Jean-François Bernard |                   |
| 1999  | Patrick Chassé                           | Patrick Chassé                           | Vincent Barteau | Laurent Fignon   | Jean-François Bernard |                   |
| 2000  | Patrick Chassé                           | Patrick Chassé                           | Vincent Barteau | Laurent Fignon   | Jean-François Bernard |                   |
| 2001  | Patrick Chassé                           | Patrick Chassé                           | Vincent Barteau | Laurent Fignon   | Jean-François Bernard |                   |
| 2002  | Patrick Chassé                           | Patrick Chassé                           | Vincent Barteau | Laurent Fignon   | Jean-François Bernard |                   |
| 2003  | Patrick Chassé                           | Patrick Chassé                           | Vincent Barteau | Laurent Fignon   | Jean-François Bernard |                   |
| 2004  | Patrick Chassé                           | Patrick Chassé                           | Vincent Barteau | Laurent Fignon   | Jean-François Bernard |                   |
| 2005  | Patrick Chassé                           | Patrick Chassé                           | Cyrille Guimard | Richard Virenque | Jean-François Bernard |                   |
| 2006  | Patrick Chassé                           | Patrick Chassé                           | Jacky Durand    | Richard Virenque | Jean-François Bernard |                   |
| 2007  | Patrick Chassé                           | Patrick Chassé                           | Jacky Durand    | Richard Virenque | Jean-François Bernard |                   |
| 2008  | Patrick Chassé                           | Patrick Chassé                           | Jacky Durand    | Richard Virenque | Jean-François Bernard |                   |
| 2009  | Patrick Chassé                           | Patrick Chassé                           | Jacky Durand    | Richard Virenque | Jean-François Bernard |                   |
| 2010  | Patrick Chassé                           | Patrick Chassé                           | Jacky Durand    | Richard Virenque | Jean-François Bernard |                   |
| 2011  | Alexandre Pasteur                        | Alexandre Pasteur                        | Jacky Durand    | Richard Virenque | Guillaume Di Grazia   | Christophe Moreau |
| 2012  | Alexandre Pasteur                        | Alexandre Pasteur                        | Jacky Durand    | Richard Virenque | Guillaume Di Grazia   | Christophe Moreau |
| 2013  | Alexandre Pasteur                        | Alexandre Pasteur                        | Jacky Durand    | Richard Virenque | Guillaume Di Grazia   | Stéphane Goubert  |
| 2014  | Alexandre Pasteur                        | Alexandre Pasteur                        | Jacky Durand    | Richard Virenque | Greg LeMond           | Stéphane Goubert  |
| 2015  | Alexandre Pasteur                        | Alexandre Pasteur                        | Jacky Durand    | Richard Virenque | David Moncoutié       | Marion Rousse     |
| 2016  | Alexandre Pasteur                        | Alexandre Pasteur                        | Jacky Durand    | Richard Virenque | Steve Chainel         | Marion Rousse     |
| 2017  | Guillaume Di Grazia                      | Guillaume Di Grazia                      | Jacky Durand    | Richard Virenque | Steve Chainel         | David Moncoutié   |
| 2018  | Guillaume Di Grazia                      | Guillaume Di Grazia                      | Jacky Durand    | Richard Virenque | Steve Chainel         | David Moncoutié   |
| 2019  | Guillaume Di Grazia                      | Guillaume Di Grazia                      | Jacky Durand    | Steve Chainel    |                       | David Moncoutié   |
| 2020  | Guillaume Di Grazia                      | Guillaume Di Grazia                      | Jacky Durand    | Steve Chainel    |                       |                   |
| 2021  | Guillaume Di Grazia                      | Guillaume Di Grazia                      | Jacky Durand    | Steve Chainel    |                       |                   |
| 2022  | Guillaume Di Grazia                      | Guillaume Di Grazia                      | Jacky Durand    | Steve Chainel    | David Moncoutié       |                   |
| 2023  | Guillaume Di Grazia                      | Guillaume Di Grazia                      | Jacky Durand    | Steve Chainel    | David Moncoutié       |                   |
| 2024  | Guillaume Di Grazia                      | Guillaume Di Grazia                      | Jacky Durand    | Steve Chainel    | David Moncoutié       |                   |
| 2025  | Louis-Pierre Frileux puis Florian Pigeon | Louis-Pierre Frileux puis Florian Pigeon | Jacky Durand    | Steve Chainel    | David Moncoutié       |                   |

### Tour de France Femmes
En 2022, Amaury Sport Organisation relance le Tour de France Femmes. La première étape est diffusée en direct sur France 2 avant la 21e étape du Tour de France. France 3 diffuse les étapes suivantes. En 2023, les huit étapes sont diffusées en direct sur France 2. Pour la première fois, deux étapes (1re et 7e) sont proposées en intégralité.
Eurosport 1 diffuse également toutes les étapes en direct.
| Année | France Télévisions | France Télévisions | France Télévisions      | France Télévisions     | Eurosport            | Eurosport    | Eurosport       |
| Année | Journaliste        | Consultant         | Moto son                | Journaliste patrimoine | Journaliste          | Consultants  | Consultants     |
| ----- | ------------------ | ------------------ | ----------------------- | ---------------------- | -------------------- | ------------ | --------------- |
| 2022  | Nicolas Geay       | Laurent Jalabert   | Marion Hérault-Garnier, | -                      | Louis-Pierre Frileux | Jacky Durand | Roxane Fournier |
| 2023  | Nicolas Geay       | Laurent Jalabert   | Marion Hérault-Garnier, | Nelson Monfort,        | Colin Bourgeat       | Jacky Durand | Roxane Fournier |
| 2024  | Nicolas Geay       | Laurent Jalabert   | Marion Hérault-Garnier, | Nelson Monfort,        | Colin Bourgeat       | -            | Roxane Fournier |
| 2025  | Nicolas Geay       | Laurent Jalabert   | Marion Hérault-Garnier, | Sophie Jovillard       | Colin Bourgeat       | Jacky Durand | Roxane Fournier |

## Nombre de saisons par commentateur

### Journalistes
| Commentateur            | Poste                    | Chaîne                   | Période             | Saisons | Total |
| ----------------------- | ------------------------ | ------------------------ | ------------------- | ------- | ----- |
| Jean-Paul Ollivier      | Commentateur sur la moto | Antenne 2 puis France TV | 1983-2000           | 18      | 32    |
| Jean-Paul Ollivier      | Commentateur historien   | France Télévisions       | 2001-2014           | 14      | 32    |
| Robert Chapatte         | Commentateur principal   | RTF puis ORTF            | 1960-1966           | 7       | 26    |
| Robert Chapatte         | Commentateur principal   | Antenne 2 puis France TV | 1976-1994           | 19      | 26    |
| Thierry Adam            | Commentateur sur la moto | France Télévisions       | 2001-2006           | 6       | 20    |
| Thierry Adam            | Commentateur principal   | France Télévisions       | 2007-2016           | 10      | 20    |
| Thierry Adam            | Commentateur sur la moto | France Télévisions       | 2017-2020           | 4       | 20    |
| Patrick Chassé          | Commentateur principal   | Eurosport                | 1992-2010           | 19      | 19    |
| Jean-Michel Leulliot    | Commentateur principal   | ORTF                     | 1969-1974           | 6       | 16    |
| Jean-Michel Leulliot    | Commentateur principal   | TF1                      | 1975-1984           | 10      | 16    |
| Alexandre Pasteur       | Commentateur principal   | Eurosport                | 2011-2016           | 6       | 14    |
| Alexandre Pasteur       | Commentateur principal   | France Télévisions       | 2017-2024           | 8       | 14    |
| Patrick Chêne           | Commentateur principal   | France Télévisions       | 1989-2000           | 12      | 12    |
| Léon Zitrone            | Commentateur principal   | ORTF                     | 1967-1974           | 8       | 11    |
| Léon Zitrone            | Commentateur principal   | TF1                      | 1976-1978           | 3       | 11    |
| Bernard Giroux          | Commentateur sur la moto | ORTF                     | 1970-1974           | 5       | 11    |
| Bernard Giroux          | Commentateur sur la moto | TF1                      | 1976-1981           | 6       | 11    |
| Jean-René Godart        | Commentateur sur la moto | France Télévisions       | 1995-2002 et 2005   | 9       | 9     |
| Nicolas Geay            | Commentateur sur la moto | France Télévisions       | 2011-2016 2021-2023 | 9       | 9     |
| Franck Ferrand          | Commentateur historien   | France Télévisions       | 2017-2024           | 8       | 8     |
| Guillaume Di Grazia     | Commentateur principal   | Eurosport                | 2017-2024           | 8       | 8     |
| Laurent Bellet          | Commentateur sur la moto | France Télévisions       | 2007-2012           | 6       | 6     |
| Pierre Salviac          | Commentateur principal   | Antenne 2                | 1976-1978           | 3       | 3     |
| Christian Prudhomme     | Commentateur principal   | France Télévisions       | 2001-2003           | 3       | 3     |
| Richard Diot            | Commentateur principal   | ORTF                     | 1967-1968           | 2       | 2     |
| Daniel Pautrat          | Commentateur principal   | TF1                      | 1975                | 1       | 2     |
| Daniel Pautrat          | Commentateur sur la moto | TF1                      | 1982                | 1       | 2     |
| Christophe Josse        | Commentateur principal   | Eurosport                | 1993                | 1       | 2     |
| Christophe Josse        | Commentateur principal   | France Télévisions       | 2004                | 1       | 2     |
| Henri Sannier           | Commentateur principal   | France Télévisions       | 2005-2006           | 2       | 2     |
| Éric Fottorino          | Commentateur historien   | France Télévisions       | 2015-2016           | 2       | 2     |
| Georges de Caunes       | Commentateur principal   | RTF                      | 1959                | 1       | 1     |
| Jean Quittard           | Commentateur principal   | RTF                      | 1959                | 1       | 1     |
| Jean-François Kerckaert | Commentateur sur la moto | France Télévisions       | 2013                | 1       | 1     |
| Gaël Robic              | Commentateur sur la moto | France Télévisions       | 2024                | 1       | 1     |

### Consultants
| Commentateur      | Poste                  | Chaîne             | Période                  | Saisons | Total |
| ----------------- | ---------------------- | ------------------ | ------------------------ | ------- | ----- |
| Laurent Jalabert  | Consultant sur la moto | France Télévisions | 2003-2004                | 2       | 22    |
| Laurent Jalabert  | Consultant principal   | France Télévisions | 2005                     | 1       | 22    |
| Laurent Jalabert  | Consultant sur la moto | France Télévisions | 2006-2010                | 5       | 22    |
| Laurent Jalabert  | Consultant principal   | France Télévisions | 2011-2012 puis 2014-2025 | 14      | 22    |
| Jacky Durand      | Consultant principal   | Eurosport          | 2006-2025                | 20      | 20    |
| Laurent Fignon    | Consultant principal   | Eurosport          | 1994-2004                | 11      | 16    |
| Laurent Fignon    | Consultant principal   | France Télévisions | 2006-2010                | 5       | 16    |
| Richard Virenque  | Consultant principal   | Eurosport          | 2005-2018                | 14      | 14    |
| Vincent Barteau   | Consultant principal   | Eurosport          | 1993-2004                | 12      | 12    |
| Bernard Thévenet  | Consultant principal   | France Télévisions | 1994-2004                | 11      | 11    |
| Marion Rousse     | Consultante principale | Eurosport          | 2015-2016                | 2       | 10    |
| Marion Rousse     | Consultante principale | France Télévisions | 2017-2020 puis 2022-2025 | 8       | 10    |
| Raymond Poulidor  | Consultant principal   | TF1                | 1978-1984                | 7       | 8     |
| Raymond Poulidor  | Consultant principal   | Antenne 2          | 1988                     | 1       | 8     |
| Thomas Voeckler   | Consultant sur la moto | France Télévisions | 2018-2025                | 8       | 8     |
| Steve Chainel     | Consultant principal   | Eurosport          | 2019-2025                | 7       | 7     |
| Cédric Vasseur    | Consultant principal   | France Télévisions | 2013                     | 1       | 5     |
| Cédric Vasseur    | Consultant sur la moto | France Télévisions | 2014-2017                | 4       | 5     |
| Raphaël Géminiani | Consultant principal   | Antenne 2          | 1981-1984                | 4       | 4     |
| Roger Pingeon     | Consultant principal   | TF1                | 1975                     | 1       | 1     |
| Cyrille Guimard   | Consultant principal   | Eurosport          | 2005                     | 1       | 1     |

## Liste des réalisateurs successifs
Le réalisateur du Tour de France sur France Télévisions réalise également le signal international envoyé à toutes les autres chaînes françaises et étrangères.
- 1990 à 1997 : Régis Forissier
- 1997 à 2019 : Jean-Maurice Ooghe
- Depuis 2020 : Anthony Forestier